# Siergiej Syrcow (sportowiec)
Siergiej Aleksandrowicz Syrcow (ros. Сергей Александрович Сырцов; ur. 25 października 1966 w Taganrogu) – rosyjski sztangista, wcześniej reprezentujący ZSRR i Wspólnotę Niepodległych Państw.
Zdobył dwa srebrne medale olimpijskie w Barcelonie w 1992 oraz w 1996 w Atlancie. Do jego osiągnięć należy również pięć medali mistrzostw świata: dwa złote (1991, 1994) i trzy srebrne (1989, 1993, 1995). Dwukrotnie był mistrzem (1994,1995) i raz wicemistrzem Europy (1989). Ustanowił 7 rekordów świata.